# Acteón
Acteón és una pel·lícula dramàtica de caràcter experimental dirigida el 1965 per Jordi Grau i Solà. Va participar en el 4t Festival Internacional de Cinema de Moscou.

## Argument
Inspirat en el mite grec d'Acteó narrat per Ovidi, narra les estranyes relacions entre un pescador i una dona estrangera, per la qual el pescador deixa el seu llogaret i emigra a la gran ciutat, on patirà la solitud.

## Protagonistes
- Martin LaSalle - Acteón
- Pilar Clemens - Primera dona
- Juan Luis Galiardo - Jove
- Claudia Gravy - Segona dona (com a Claudia Gravi)
- Ivan Tubau Comamala - Prestidigitador
- Nieves Salcedo - Dona del Prestidigitador
- Virginia Quintana -Dona en Metro
- Guillermo Méndez - General prussià